# Richard Stoermer

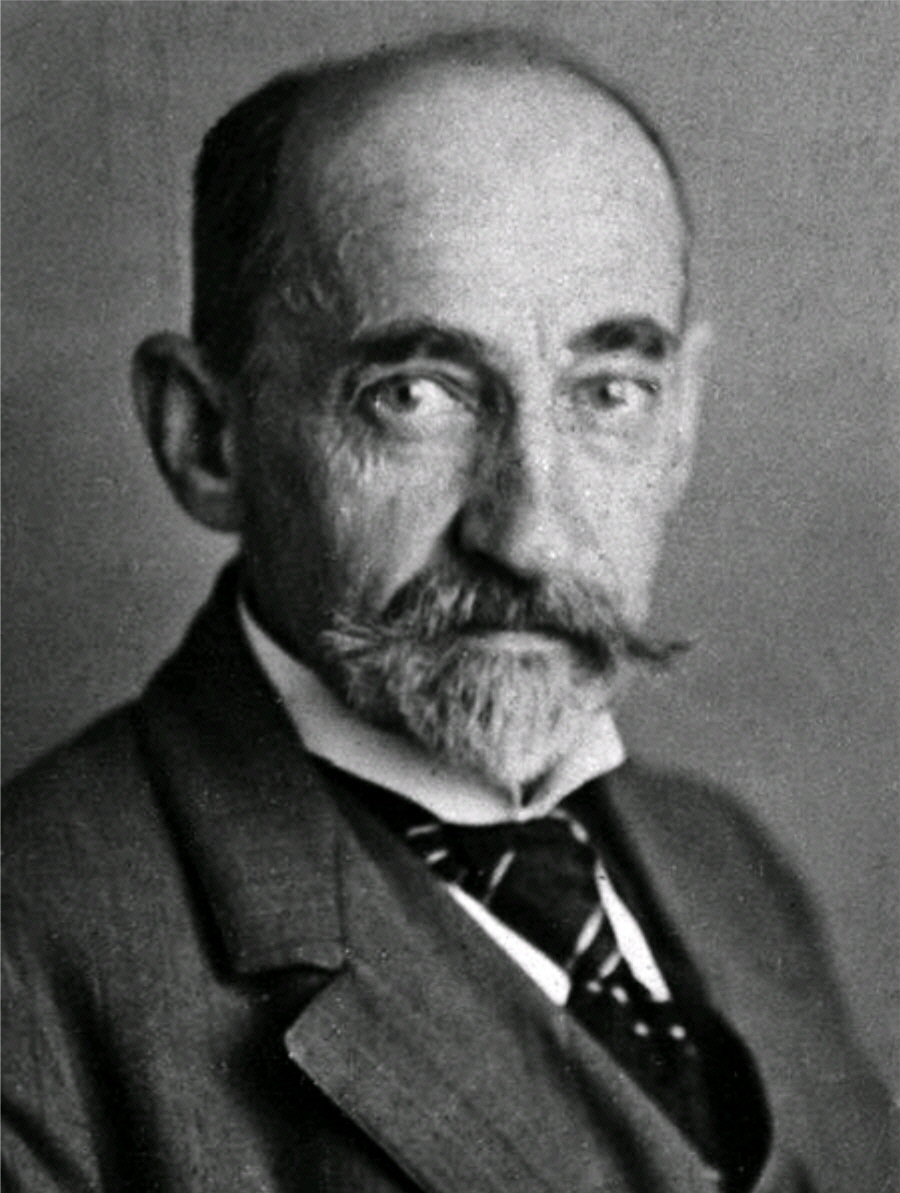
Richard Stoermer

Heinrich Friedrich Richard Stoermer (* 15. April 1870 in Breslau; † 27. Mai 1940 in Rostock) war ein deutscher Chemiker.

## Leben
Richard Stoermer war der Sohn des Apothekers Eugen Stoermer (1840–1910) und seiner Ehefrau Luise Stoermer (1843–1920), geborene Scheel.
Stoermer besuchte in Breslau das Maria-Magdalenen-Gymnasium bis zur Reifeprüfung 1888 und studierte anschließend bis 1893 Chemie an den Universitäten Breslau, München, Leipzig und Rostock. 1894 wurde er in Rostock zum Dr. phil. promoviert und 1897 für Chemie habilitiert. Er wirkte anschließend als Privatdozent der Chemie und wurde 1899 außerordentlicher Professor für analytische Chemie. Im Jahr 1900 wurde seine Professur um gerichtliche Chemie und 1916 um organische Chemie erweitert. 1919 wurde Stoermer ordentlicher Honorarprofessor der Chemie. Von 1922 bis 1935 wirkte er in der philosophischen Fakultät als ordentlicher Professor der Organischen Chemie.
Von 1916 bis 1935 war Stoermer Direktor der Organischen Abteilung des Chemischen Instituts und von 1928 bis 1929 Dekan der philosophischen Fakultät der Universität Rostock. Zuletzt war Richard Stoermer noch von 1935 bis 1938 an der Universität Rostock im Bereich der Lehre tätig.
Richard Stoermer beschäftigte sich mit Untersuchungen über die Wirkung des ultravioletten Lichtes auf organische Verbindungen, der Chemie des Cumarons, der Stereochemie ungesättigter Verbindungen und der Chemie der Truxill- und Truxinsäuren.
Er war Mitglied der Deutschen Chemischen Gesellschaft, der Gesellschaft Deutscher Naturforscher und Ärzte  und der Naturforschenden Gesellschaft zu Rostock.
Richard Stoermer wurde am 29. September 1922 als Mitglied (Matrikel-Nr. 3480) in die Deutsche Akademie der Naturforscher Leopoldina aufgenommen.

## Schriften
- Ueber Derivate einiger Nitrile (Imidoäther, Amidine, Amidoxime). Dissertation, Rostock 1894
- Über Synthesen in der Cumaronreihe. Habilitationsschrift, Boldt, Rostock 1897
- Die Oxydations- und Reduktionsmethoden der organischen Chemie. Ein Hilfsbuch für die praktischen Arbeiten im Laboratorium. Thieme, Leipzig 1909
- Die Oxydations- und Reduktionsmethoden der organischen Chemie. Ein Handbuch für die praktischen Arbeiten im Laboratorium. 2. Auflage, Thieme, Leipzig 1922